# Seidões
Seidões ist ein Ort und eine ehemalige Gemeinde (Freguesia) im Norden Portugals.
Seidões gehört zum Kreis Fafe im Distrikt Braga. Die Gemeinde hatte eine Fläche von 4 km² und 512 Einwohner (Stand 30. Juni 2011).
Am 29. September 2013 wurden die Gemeinden Seidões, Ardegão und Arnozela zur neuen Gemeinde União das Freguesias de Ardegão, Arnozela e Seidões zusammengeschlossen. Seidões ist Sitz dieser neu gebildeten Gemeinde.